# Samma himmel
Samma himmel är Molly Sandéns debutalbum, och släpptes den 27 maj 2009. Albumet innehåller 12 spår. Molly har varit med och skrivit sju av låtarna själv, och skivan innehåller även två covers, Gabriellas sång som hon sjöng under Diggilooturnén 2007 samt Hallelujah som hon sjöng i sin medverkan av Sommarkrysset 2008. Första singeln ut blev Så vill stjärnorna och släpptes strax efter finalen av Melodifestivalen 2009. Albumet nådde som högst 16:e plats på den svenska albumlistan.

## Låtlista
1. Kärlek
2. Hallelujah
3. Säg att det är regn
4. Så vill stjärnorna
5. Fånga en sommar
6. Skör som glas
7. Det är inte jag
8. Stanna kvar
9. Lova mig
10. Samma himmel
11. Mitt liv är mitt
12. Gabriellas sång

## Listplaceringar
| Lista (2009) | Topplacering |
| ------------ | ------------ |
| Sverige      | 16           |